# Анат Елімелех
Анат Елімелех (іврит: ענת אלימלך; 8 березня 1974 — 2 грудня 1997) — ізраїльська фотомодель і актриса, яка грала в рекламі та телевізійних шоу для дітей. Елімелех стала жертвою вбивства-самогубства в 1997 році, коли її хлопець Девід Афута вбив її, а потім покінчив життя самогубством.

## Вбивство і слідство
Вранці 2 грудня 1997 року Елімелех була знайдена мертвою разом зі своїм хлопцем Давидом Афутою в їхньому будинку в районі Рамат Бейт ХаКерем в Єрусалимі. У неї вистрелили один раз, а в нього двічі.
Незадовго до вбивства батько Елімелеха попросив поліцію конфіскувати особисту зброю Афути, побоюючись, що він може використати її проти Елімелеха, хоча зброю в Афути так і не відібрали, оскільки Елімелех вимагав скасувати скаргу.
Попередні огляди місця злочину показали, що саме Елімелех застрелив Афуту, а потім покінчив життя самогубством. Початкове припущення, згідно з яким Елімелех був убивцею, полягало в тому, що тіла були знайдені з рушницею в руках Елімелеха. Завдяки цим висновкам Елімелех був похований на місці самогубства на єврейському кладовищі Хар-Га-Менухот в Єрусалимі відповідно до єврейських звичаїв поховання.
Тим не менш, через тиск з боку родини Елімелеха, через місяць після вбивства. поліція провела друге розслідування, під час якого виявила, що перша група слідчих проявила недбалість і що насправді Афута застрелив Елімелеха, а потім убив себе. Також було виявлено, що брат Афути прибув на місце злочину першим, раніше поліції, і щоб приховати докази, він переклав пістолет з руки Афути в руку Елімелеха. Незважаючи на те, що цей факт підтверджено лабораторними дослідженнями, прокуратура за підтримки міліції вирішила не порушувати кримінальну справу проти брата Афути і його відпустили. Згідно з висновками відновленого поліцейського розслідування, в останні роки її життя Елімелех кілька разів намагався покинути Афуту, але Афута не відпускала її і погрожувала покінчити життя самогубством, якщо вона його покине, і в результаті вона завжди поверталася до його.
Результати другого розслідування були опубліковані через три тижні після вбивства. Останки Елімелеха були перенесені з місця самогубства на кладовищі Хар-Ха-Менухот до основної частини кладовища в 2001 році, через чотири роки після її смерті.